# Ringkota
| Ringkota, kraniell vy. · Nackens atlantooccipitalmembran och atlantoaxialligament      |
| Första cervikalkotan, kraniell och dorsal vy. Illustration: Gray's Anatomy, 1918. (PD) |

Ringkota, atlas, första cervikalkotan är, i människans kropp, ryggradens (columna vertebralis) första, översta halskota (vertebra cervicalis, C I). Ringkotan ledar mot nackbenet (occipitalbenet, os occipitale) och bär därmed upp huvudet. Benet har fått sitt namn efter Atlas i den grekiska mytologin.
Atlas skiljer sig från övriga cervikalkotor genom att sakna kotkropp (corpus vertebrae) och taggutskott (processus spinosus). Istället har ringkotans corpus sammansmält med underliggande halskota, tappkotan (axis). Atlas har således formen av en ring som består av en främre (arcus anterior) och en bakre båge (arcus posterior) som förbinds lateralt av kraftiga bendelar (massa lateralis) som upptar tyngden från huvudet.
På arcus anterior finns en rund knöl (tuberculum anterius atlantis) som utgör fäste för m. colli longus. Bågens insida är konkav och försedd med en rund eller oval ledfasett (fovea dentis) som artikulerar mot tappkotans cylinderformade utskott (dens axis). Den övre och under kanten utgör fäste för det främre atlantooccipitalmembranet och det främre atlantoaxialligamentet.
Arcus posterior utgör omkring två femtedelar av ringens omkrets och utmynnar i ett rudimentärt utskott (tuberculum posterius atlantis) där m. rectus capitis posterior minor fäster. Utskottets klena storlek beror på att huvudet ska kunna röra sig fritt kring ringkotan. På bågens översida finns en rundad kant där bakre atlantooccipitalmembranet fäster och en fåra (sulcus arteriae vertebralis) genom vilken vertebralartären (art. vertebralis) löper.
Ringkotan ledar mot nackbenets två kondyler i två avlånga ledpannor (fovea articularis superior) och mot tappkotan i två runda, svagt konvexa ledfasetter (facies articularis inferior) som medger huvudrotation.
Lateralt avslutas ringkotan av två tvärutskott (processus transversi).